# Gisela Bock
Pour les articles homonymes, voir Bock (homonymie).
Gisela Bock, née le 28 juillet 1942 à Karlsruhe, est une historienne allemande, dont le travail s'est concentré sur les femmes, notamment pendant l'Allemagne nazie.

## Biographie
Elle étudie à Fribourg, Berlin, Paris et Rome. Elle obtient un doctorat à l'université libre de Berlin en 1971 (sur une thèse concernant les débuts de l'histoire intellectuelle moderne en Italie) ainsi qu'une « habilitation » à l'université technique de Berlin en 1984. Elle enseigne ensuite à l'université libre de Berlin (1971-1983), l'Institut universitaire européen à Florence en Italie (1985-1989) et à l'université de Bielefeld (1989-1997). Elle prend sa retraite en 2007.
Dans les années 1970, Gisela Bock est l'une des premières historiennes à travailler sur l'histoire des femmes et du genre. Elle est la cofondatrice de la Fédération internationale pour la recherche en l'histoire des femmes (1987). Elle travaille sur l'histoire des femmes à l'échelle européenne et sur la stérilisation obligatoire pendant le Troisième Reich (Aktion T4), qui selon elle est un prélude à la Shoah.
On l'a souvent opposée à l'historienne Claudia Koonz dans l'Historikerinnenstreit (« dispute des historiennes »).

## Ouvrages
En allemand
- Thomas Campanella : politisches Interesse und philosphische Spekulation, Tübingen, Niemeyer, 1974.
- Die andere Arbeiterbewegung in den USA von 1905-1922 : die Industrial Workers of the World, Munich, Trikont, 1976.
- Coécrit avec Barbara Duden, « Arbeit aus Liebe - Liebe als Arbeit: zur Entstehung der Hausarbeit im Kapitalismus » in Frauen und Wissenschaft : Beiträge zur Berliner Sommeruniversität für Frauen Juli 1976, 1977.
- Zwangssterilisation im Nationalsozialismus : Studien zur Rassenpolitik und Frauenpolitik, Opladen, Westdeutscher Verlag, 1986. Réédité en 2010.
- Frauen in der europäischen Geschichte, München : C.H.Beck 2000, 2005.
- (Édité avec Margarete Zimmermann), Die europäische Querelle des Femmes : Geschlechterdebatten seit dem 15. Jahrhundert, Stuttgart, Weimar, Metzler, 1997.
- (Éditeur), Genozid und Geschlecht. Jüdische Frauen im nationalsozialistischen Lagersystem, Francfort-sur-le-Main/New York, Campus 2005.
- Édité avec Daniel Schönpflug, Friedrich Meinecke in seiner Zeit, Stuttgart, 2006.

En anglais
- « Women's History and Gender History : Aspects of an International Debate », in Gender and History, tome 1, 1989, p. 7-30.
- Coédité avec Quentin Skinner et Maurizio Viroli, Machiavelli and Republicanism, Cambridge University Press, 1990.
- Coédité avec Pat Thane, Maternity and Gender Policies : Women and the Rise of the European Welfare States, 1880s-1950s, Londres, 1991.
- Coédité avec Susan James, Beyond Equality and Difference : Citizenship, Feminist Politics and Female Subjectivity, Londres, 1992.
- Women in European history Oxford, Malden, Mass., Blackwell, 2002.
- « Challenging Dichotomies : Perspectives on Women's History », in Writing Women's History : International Perspectives, éd. Karen Offen, Ruth Roach Pierson, and Jane Rendall, Bloomington, Indiana University Press, p. 1-23.
- Ordinary Women in Nazi Germany: Perpetrators, Victims, Followers, and Bystanders, in Women in the Holocaust, ed. Dalia Ofer and Lenore J. Weitzman, New Haven & Londres, 1998, p. 85–100.

## Sources
- (en) Cet article est partiellement ou en totalité issu de l’article de Wikipédia en anglais intitulé « Gisela Bock » (voir la liste des auteurs).